# 石塚啓次
石塚 啓次（いしづか けいじ、1974年8月26日 - ）は京都府出身の元プロサッカー選手、現ファッションデザイナー・実業家。サッカーでのポジションはミッドフィールダー、フォワード。父は元ラグビー日本代表の石塚広治。血液型AB型。

## 来歴
小学4年で京都紫光クラブに入団し、中学時代は関西選抜に選出された経験を持つ。京都府立山城高等学校3年次の1992年に高校総体に出場。同校は早期敗退に終わるが、石塚のプレーは注目を集め「和製フリット」と称された。しかし冬の高校選手権では怪我の影響もあって決勝戦のみの出場となった。
高校卒業後の1993年にヴェルディ川崎に入団。翌1994年のNICOSシリーズから出場機会を掴むと同クラブのステージ制覇とチャンピオンシップ制覇に貢献したが、ヒーローインタビューにおいて「僕を試合出したら優勝出来るんで、よろしくお願いします」と発言し物議を醸した（後述）。
184cmという恵まれた体躯ながらスピーディであり細かな技をもつテクニシャンタイプとして同年代の前園真聖や山口貴之といった選手達に劣らぬ才能を持ちながらも、各年代の代表に選出される事は少なく、1996年のアトランタ五輪代表候補に選出されたものの、代表招集された後の合宿に現れず二度と招集される事が無かったという異端なエピソードを持つ。
1996年にはブラジルのプロクラブ「マモレ」にも在籍経験がある。同クラブでも評価されたのが強烈なシュート力である。
2002年7月、当時の監督であったロリ・パウロ・サンドリが石塚・前園・西田吉洋の3選手の練習態度に不満を持っており、改善を求めたものの聞き入れられなかったため、戦力外通告を受けたことがメディアに報じられた。結局退団となり、セリエAのペルージャのテストを受け最終選考まで残ったものの、契約には至らなかった。当時、スポンサーのトヨタが小笠原満男を同クラブに入団させようとしており、意向が働いたとの憶測があった。その後もパラグアイのオリンピア・アスンシオンのテストも受けたが契約には至らなかった。
2003年に川崎フロンターレ、名古屋グランパスエイトに在籍し同年オフに引退。
引退後、森敦彦（元横浜フリューゲルス、コンサドーレ札幌のゴールキーパー）とともにアパレルブランド「WACKO MARIA」のプロデュースを開始。同じく森と一緒にフットサルチームを結成し、サッカーを続けていて「現役当時よりメッチャ上手くなっている」と発言している。
2012年に家族と共にスペインへ移住し、2013年に居住地であるバルセロナで旅行やサッカー留学のコーディネートを行う「VIVA LA VIDA」とアパレルブランド「Buena Vista」を創業した。
2014年6月8日、バルセロナにうどん屋「YoI Yoi Gion 宵宵祇園」を開店。
2022年、地頭薗雅弥が創設したSETAGAYA UNITEDにクリエティブ・ディレクターとして参画。

## エピソード
- 高校サッカー選手権決勝戦で、途中出場で現れた石塚は、当時の高校サッカーでは非常に珍しい、金髪にアクセサリーといった風貌であった。この途中出場した石塚の風貌は日本テレビで全国生放送されており、視聴者が「あの不良は何だ」等といった苦情を寄せたというエピソードをもつ[6]。
- ヴェルディ時代の1994年、ヒーローインタビューに終始不遜な姿勢で臨み、同郷で高校の先輩にあたる釜本邦茂の話題を振られても「アハハ、よくわかんない」と答え、最後に「僕を出したら優勝出来るんで、よろしくお願いします」と発言、この様子は地上波の生中継でも流れ、顰蹙を買った（後日「テレビを観たお母さんに（電話で）怒られた」として反省もしている）。本人は引退後にこの件について「釜本さんとはつながりもないし、ほぼ会ったこともないしね。最後のコメントもオレのなかでは監督の松木（安太郎）さんに『オレを出してくれ』と言っただけやというか」と述べている[7]。
- 上記のように、問題児扱いばかりされていたが、阿部良則と共に『JリーグA GOGO』に出演した際はエンディングでアフロのヅラを被っておどけて見せる等、ユニークな面も持ち合わせている。
- 現役当初は空前のJリーグブームもあり、ファッション雑誌等で取り上げられることも多く、リーバイスXXにフランスの蚤の市で買った草履を合わせ「カズさんや武田さんの高いジーパンを狙ってる。絶対要らなくなるから（笑）」「休日には彼女と遊んだり、スケボー蹴って代官山あたりをプラプラしてる」等の発言をしていた。因みにその頃の好みのタイプは「大河内奈々子」であった[8]。
- ヴェルディ時代の愛車はロールス・ロイスだったが[9]、練習場から前園真聖のポルシェに同乗し一緒に帰ったり、クラブの年長者からは可愛がられていた。
- 1997年シーズン途中でコンサドーレ札幌へのレンタル移籍を経験しているが、これはラモス瑠偉が京都パープルサンガから復帰するための措置で、当時ヴェルディ川崎で背番号10を付けていた石塚を放出し一旦欠番にすることで、ラモスの代名詞とも言える背番号10をラモスがヴェルディ復帰した後も付けられるようにしたのではないかとも言われている。しかし、コンサドーレ加入後はスーパーサブとして戦術にフィットし、Jリーグ昇格の立役者の1人となる。
- 「和製フリット」の愛称以外にも川平慈英が1990年代のイタリアの名選手ジャンルイジ・レンティーニに肖って「和製レンティーニ」、サッカー解説者のセルジオ越後は石塚のその細身の体で繊細なプレースタイルを「ジョージ・ベストのようだ」と評した。
- 2016年10月10日放送の「明石家さんまの転職DE天職」に出演。現在のバルセロナでの生活や仕事中の姿を披露するとともに、スタジオトークにおいて1994年のガンバ戦後の所謂「ヒーローインタビュー問題」にも触れた[10]。

## 所属クラブ
- 京都府立山城高等学校
- 1993年 - 2002年7月 ヴェルディ川崎/東京ヴェルディ1969
  - 1997年8月 - 1998年1月 コンサドーレ札幌（期限付き移籍）
- 2003年1月 - 同年8月 川崎フロンターレ
- 2003年9月 - 同年12月 名古屋グランパスエイト

## 個人成績
| 国内大会個人成績 | 国内大会個人成績 | 国内大会個人成績 | 国内大会個人成績 | 国内大会個人成績 | 国内大会個人成績 | 国内大会個人成績 | 国内大会個人成績 | 国内大会個人成績 | 国内大会個人成績 | 国内大会個人成績 | 国内大会個人成績 |
| 年度             | クラブ           | 背番号           | リーグ           | リーグ戦         | リーグ戦         | リーグ杯         | リーグ杯         | オープン杯       | オープン杯       | 期間通算         | 期間通算         |
| 年度             | クラブ           | 背番号           | リーグ           | 出場             | 得点             | 出場             | 得点             | 出場             | 得点             | 出場             | 得点             |
| 日本             | 日本             | 日本             | 日本             | リーグ戦         | リーグ戦         | リーグ杯         | リーグ杯         | 天皇杯           | 天皇杯           | 期間通算         | 期間通算         |
| ---------------- | ---------------- | ---------------- | ---------------- | ---------------- | ---------------- | ---------------- | ---------------- | ---------------- | ---------------- | ---------------- | ---------------- |
| 1993             | V川崎            | -                | J                | 0                | 0                | 1                | 0                | 0                | 0                | 1                | 0                |
| 1994             | V川崎            | -                | J                | 7                | 1                | 0                | 0                | 2                | 1                | 9                | 2                |
| 1995             | V川崎            | -                | J                | 15               | 0                | -                | -                | 2                | 0                | 17               | 0                |
| 1996             | V川崎            | -                | J                | 0                | 0                | 2                | 1                | 1                | 0                | 3                | 1                |
| 1997             | V川崎            | 10               | J                | 7                | 1                | 5                | 1                | -                | -                | 12               | 2                |
| 1997             | 札幌             | 31               | 旧JFL            | 10               | 2                | 2                | 0                | 3                | 1                | 15               | 3                |
| 1998             | V川崎            | 20               | J                | 10               | 1                | 0                | 0                | 0                | 0                | 10               | 1                |
| 1999             | V川崎            | 25               | J1               | 17               | 3                | 1                | 0                | 4                | 2                | 22               | 5                |
| 2000             | V川崎            | 13               | J1               | 29               | 6                | 6                | 0                | 2                | 1                | 37               | 7                |
| 2001             | 東京V            | 13               | J1               | 13               | 3                | 1                | 0                | 3                | 0                | 17               | 3                |
| 2002             | 東京V            | 13               | J1               | 5                | 0                | 0                | 0                | -                | -                | 5                | 0                |
| 2003             | 川崎             | 21               | J2               | 0                | 0                | -                | -                | -                | -                | 0                | 0                |
| 2003             | 名古屋           | 37               | J1               | 3                | 0                | 0                | 0                | 0                | 0                | 3                | 0                |
| 通算             | 日本             | 日本             | J1               | 106              | 15               | 16               | 2                | 14               | 4                | 136              | 21               |
| 通算             | 日本             | 日本             | J2               | 0                | 0                | -                | -                | -                | -                | 0                | 0                |
| 通算             | 日本             | 日本             | 旧JFL            | 10               | 2                | 2                | 0                | 3                | 1                | 15               | 3                |
| 総通算           | 総通算           | 総通算           | 総通算           | 116              | 17               | 18               | 2                | 17               | 5                | 151              | 24               |

その他の公式戦
- 1994年
  - Jリーグチャンピオンシップ 2試合0得点
- 1995年
  - サンワバンクカップ 1試合0得点

## メディア出演
バラエティ

- 明石家さんまの転職DE天職（2016年10月10日、日本テレビ）

紀行番組
- チョイ住み（2020年5月16日、NHK BSプレミアム） - スペイン・バルセロナ編